# Emmitt Thomas
Emmitt Earl Thomas (Angleton, Texas, 3 de junio de 1943), más conocido como Emmitt Thomas, es un exjugador profesional estadounidense de fútbol americano que se desempeñó en la posición de cornerback en la National Football League (NFL). Es miembro del Salón de la Fama del Fútbol Americano Profesional.

## Carrera
Thomas jugó como profesional trece temporadas en Kansas City Chiefs (1966-1978), equipo en el que se retiró.

## Reconocimiento
El 2 de febrero de 2008, fue seleccionado para ser miembro del Salón de la Fama del Fútbol Americano Profesional.